# Augerella compressa
Augerella compressa là một loài tò vò trong họ Ichneumonidae.